# Micropsitta geelvinkiana
Il pappagallo pigmeo di Geelvink (Micropsitta geelvinkiana) è un uccello della famiglia degli Psittaculidi, endemico sulle isole indonesiane di Biak e Numfoor. Il nome deriva da Geelvink, una nave olandese, e da una famiglia chiamata Geelvink. Ha due sottospecie; la nominale si trova nell'isola di Numfoor, e M. g. misoriensis su Biak.
I suoi habitat naturali sono le foreste di pianura umidi subtropicali o tropicali e i giardini rurali. È una specie minacciata dalla perdita di habitat.